# Kasimir Malevitj
Kasimir Severinovitj Malevitj (russisk: Казими́р Севери́нович Мале́вич, tr. Kasimir Severinovitj Malevitj , polsk: Kazimierz Malewicz , ukrainsk: Казимир Северинович Малевич tr. Kazimir Severynovitj Malevytj ; født 23. februar 1879 i Kijev, Det Russiske Kejserrige, død 15. maj 1935 i Leningrad, USSR) var en sovjetisk avantgardekunstner. Malevitj er kendt for suprematismen.